# یورگن شرودر
یورگن شرودر (آلمانی: Jürgen Schröder؛ زادهٔ ۶ مارس ۱۹۴۰) قایقران روئینگ اهل آلمان است.
وی در مسابقات کشوری و بین‌المللی در مجموع برندهٔ ۲ مدال طلا، ۱ مدال نقره شده‌است.